# Гроф Сен Жермен
Гроф Сен Жермен (фра. Comte de Saint Germain, рођен између 1681. и 1712 – Екенфорд, 27. фебруар 1784) је био европски пустолов и авантуриста који је стекао славу у високом друштву Европе, и био познат на већини дворова западних земља, због својих интереса и уметности. Био је књижевник, алхемичар, музичар и филозоф. Једна је од најзанимљивијих историјских личности тог доба, тврдио је да је бесмртан и да има око 500 година, и до данас је инспирација многим књижевним и филмским ликовима, а његов рад се проучава  и инспирација је у пољу теозофије. Говорио је најмање дванаест језика. Наводно је током целог свог живота изгледао као да је у четрдестим годинама.

## Порекло
Имао је више имена и псеудонима Маркиз од Монферата, Гроф Беламар, Шевалије Шонинг, Гроф Велдон, Гроф Солтикоф, Мануел Дориа, Граф Цароги и Принц Ракоци. Пред крај живота је тврдио да је син Ференца II Ракоција, принца Трансливаније. Ово није доказано, али би могло да објасни грофово богатство и образовање. 1779. године рекао је принцу Карлу од Хесе-Кесела да има 88 година, што би значило да је рођен 1681. године када је Ракоци имао петнаест година. Сен Жермена је наводно подучавао Ђовани Гастон, последњи од Медичијевих, и верује се да је био студент на Универзитету у Сијени.

## Каријера
Хорас Волпол спомиње да је Гроф Сен Жермен био хапшен у Енгелској због шпијунаже током јакобитских устанака 1745. године, али је пуштен без оптужбе. Као музичар имао је два приватна наступа у Лондону. Након Енглеске запослио се на француском двору око 1748. године, где га је Луј XV задужио за дипломатске мисије. Путовао је у Амстердам, у току седмогодишњег рата, а онда и у Санкт Петербург, Берлин, Беч, Милано, Уберженвиј, Зутфен, Венецију, Ливорно, Нојберг, Мантову, Хаг и Бад Швалбах. Чувени Волтер га је назвао "чудесним човеком"  и рекао за њега да је "он човек који не умире, и који зна све", био је пријатељ и са Моцартом, а њим је био фасциниран и Ђакомо Казанова, који га је назвао "изузетним и краљем превараната". Преминуо је 1784. у Екенфорду, где је купио напуштену фабрику за своје експерименте у алхемији од стране принца Хесе-Касела. Принц Карл је фабрику донирао круни, и кансије је претворена у болницу.

## Књижевна дела
Две књиге се припсују грофу.
- Најсветија тринософија (српско издање Б. Томић, Бачки Петровац 2013)[5]
- Троугласти рукопис грофа Сен Жермена

На српском постоји и део приручника Проучавање длана, објављен 2001.

## Музичка дела
Списак дела која се приписују грофу Сен Жермену.
Шест соната за две виолине
- Op. 47 I. F major, 4/4, Molto adagio
- Op. 48 II. B-flat major, 4/4, Allegro
- Op. 49 III. E-flat major, 4/4, Adagio
- Op. 50 IV. G minor, 4/4, Tempo giusto
- Op. 51 V. G major, 4/4, Moderato
- Op. 52 VI. A major, 3/4, Cantabile lento

Соло композиције за виолину
- Op. 53 I. B-flat major, 4/4, Largo
- Op. 54 II. E major, 4/4, Adagio
- Op. 55 III. C minor, 4/4, Adagio
- Op. 56 IV. E-flat major, 4/4, Adagio
- Op. 57 V. E-flat major, 4/4, Adagio
- Op. 58 VI. A major, 4/4, Adagio
- Op. 59 VII. B-flat major, 4/4, Adagio

Енглеске песме
- Op. 4 The Maid That's Made for Love and Me (O Wouldst Thou Know What Sacred Charms). E-flat major (marked B-flat major), 3/4
- Op. 5 It Is Not that I Love You Less. F major, 3/4
- Op. 6 Gentle Love, This Hour Befriend Me. D major, 4/4
- Op. 7 Jove, When He Saw My Fanny's Face. D major, 3/4

Италијанске арије
- Op. 1 IV, pp. 16–20. Senza pietà mi credi,* G major, 6/8 (marked 3/8 but there are 6 quavers to the bar)
- Op. 2 VIII, pp. 36–39. Digli, digli,* D major, 3/4
- Op. 3 IX, pp. 40–45. Per pieta bel Idol mio,* F major, 3/8
- Op. 4/17 XIII, pp. 58–61. Se mai riviene, D minor, 3/4
- Op. 8 I, pp. 1–5. Padre perdona, oh! pene, G minor, 4/4
- Op. 9 II, pp. 6–10. Non piangete amarti, E major, 4/4
- Op. 10 III, pp. 11–15. Intendo il tuo, F major, 4/4
- Op. 11 V, pp. 21–26. Già, già che moria deggio, D major, 4/4
- Op. 12 VI, pp. 27–31. Dille che l'amor mio,* E major, 4/4
- Op. 13 VII, pp. 32–35. Mio ben ricordati, D major, 3/4
- Op. 14 X, pp. 46–50. Non so, quel dolce moto, B♭ major, 4/4
- Op. 15 XI, pp. 51–55. Piango, è ver; ma non-procede, G minor, 4/4
- Op. 16 XII, pp. 56–57. Dal labbro che t'accende, E major, 3/4
- Op. 18 XIV, pp. 62–63. Parlerò; non-e permesso, E major, 4/4
- Op. 19 XV, pp. 64–65. Se tutti i miei pensieri, A major, 4/4
- Op. 20 XVI, pp. 66–67. Guadarlo, guaralo in volto, E major, 3/4
- Op. 21 XVII, pp. 68–69. Oh Dio mancarmi, D major, 4/4
- Op. 22 XVIII, pp. 70–71. Digli che son fedele, E♭ major, 3/4
- Op. 23 XIX, pp. 72–73. Pensa che sei cruda, E minor, 4/4
- Op. 24 XX, pp. 74–75. Torna torna innocente, G major, 3/8
- Op. 25 XXI, pp. 76–77. Un certo non-so che veggo, E major, 4/4
- Op. 26 XXII, pp. 78–79. Guardami, guardami prima in volto, D major, 4/4
- Op. 27 XXIII, pp. 80–81. Parto, se vuoi così, E♭ major, 4/4
- Op. 28 XXIV, pp. 82–83. Volga al Ciel se ti, D minor, 3/4
- Op. 29 XXV, pp. 84–85. Guarda se in questa volta, F major, 4/4
- Op. 30 XXVI, pp. 86–87. Quanto mai felice, D major, 3/4
- Op. 31 XXVII, pp. 88–89. Ah che neldi'sti, D major, 4/4
- Op. 32, XXVIII, pp. 90–91. Dopp'un tuo Sguardo, F major, 3/4
- Op. 33 XXIX, pp. 92–93. Serberò fra' Ceppi, G major, 4/4
- Op. 34 XXX, pp. 94–95. Figlio se più non-vivi moro, F major, 4/4
- Op. 35 XXXI, pp. 96–98. Non ti respondo, C major, 3/4
- Op. 36 XXXII, pp. 99–101. Povero cor perché palpito, G major, 3/4
- Op. 37 XXXIII, pp. 102–105. Non v'è più barbaro, C minor, 3/8
- Op. 38 XXXIV, pp. 106–108. Se de' tuoi lumi al fuoco amor, E major, 4/4
- Op. 39 XXXV, pp. 109–111. Se tutto tosto me sdegno, E major, 4/4
- Op. 40 XXXVI, pp. 112–115. Ai negli occhi un tel incanto, D major, 4/4 (marked 2/4 but there are 4 crotchets to the bar)
- Op. 41 XXXVII, pp. 116–118. Come poteste de Dio, F major, 4/4
- Op. 42 XXXVIII, pp. 119–121. Che sorte crudele, G major, 4/4
- Op. 43 XXXIX, pp. 122–124. Se almen potesse al pianto, G minor, 4/4
- Op. 44 XXXX, pp. 125–127. Se viver non-posso lunghi, D major, 3/8
- Op. 45 XXXXI, pp. 128–130. Fedel faro faro cara cara, D major, 3/4
- Op. 46 XXXXII, p. 131. Non ha ragione, F major, 4/4

## Гроф као инспирација
У теозофији се сматра легендарним духовним господаром древне мудрости, или свети брат и о њему је написано много биографија спиритуалних и псеудорелигијских дела. Многи мистици из двадесетог и двадесет првог века су тврдили да су се сусрели са њим. (Ени Басант, Мирослав Цимер и други) а о њему су писали езотеричари попут Хелееа Блавацки. У теозофији сматра  се да су следеће историјске личности заправо биле бесмртни Гроф Сен Жермен (Кристифор Колумбо, Франсис Бејкон, Хесиод, Мерлин, Платон,  Прокло, Роџер Бејкон, Свети Або и други).
Као инспирација јавља се као лик у аниме серији Каслванија, у серији и романима Туђинка, у дечијем серијалу романа о алхемичару Николасу Фламелу писца Мајкла Скота, у класику Фукоово клатно, као мистик у Пиковој дами и многим другим књижевним и филмским остварењима.